# Walon
Walon é uma multinacional têxtil do Peru. Fundada em 1989, é uma das principais fabricantes de equipamentos esportivos no Peru,[carece de fontes?] uma vez que fornece um número de clubes na Liga de Futebol do Peru.

## Fornecimento e patrocínio

### Clubes
Peru
- Alianza Atlético
- Atlético Grau
- Carlos A. Mannucci
- Deportivo Municipal
- Melgar

República Dominicana
- Atlético Pantoja

### Arbitragem
- Comisión Nacional de Árbitros